# 1992 CJ
1992 CJ är en asteroid i huvudbältet som upptäcktes den 10 februari 1992 av den japanska astronomen Nobuhiro Kawasato i Uenohara.
Asteroiden har en diameter på ungefär 4 kilometer och den tillhör asteroidgruppen Flora.